# آلمانی معیار
آلمانی معیار، آلمانی بالا، یا دقیق‌تر آلمانی بالای معیار (آلمانی: Standarddeutsch, Hochdeutsch, Standardhochdeutsch یا Schriftdeutsch در سوئیس) گونه معیار زبان آلمانی است که در متون رسمی و برای ارتباط میان گویشوران گویش‌های گوناگون آلمانی استفاده می‌شود. آلمانی یک زبان چندکانونی گسترده با سه گونه منطقه‌ای معیار آلمانی معیار آلمان، آلمانی معیار اتریش و آلمانی معیار سوئیس است.
آلمانی بیشتر به عنوان یک زبان چندکانونی نامتوازن در نظر گرفته می‌شود؛ زبان معیار آلمان، بیشتر به دلیل تعداد بیشتر گویشوران و عدم آگاهی مردم از وجود گونه‌های معیار اتریشی و معیار سوئیسی، در بیشتر موارد غالب است. اگرچه تلفظ‌های یکسانی بر اساس کتاب راهنمای تئودور سیبس وجود دارد که امروزه از آن در تئاتر و به میزان کمتری در اخبار رادیو و تلویزیون در سراسر کشورهای آلمانی‌زبان استفاده می‌شود، اما این برای گونه‌های معیار رایج در اتریش، تیرول جنوبی و سوئیس، که در تلفظ، واژگان و حتی گاهی دستور زبان با آلمان متفاوت هستند، صدق نمی‌کند. در سوئیس حرف ß از الفبا حذف شده و ss جایگزین آن شده‌است. حتی گاهی این امر در پخش اخبار در بایرن (یک ایالت آلمان با هویت فرهنگی جداگانه قوی) نیز یافت می‌شود. گونه‌های آلمانی معیار رایج در این مناطق در سنت‌های فرهنگی خاص (به عنوان مثال در واژگان آشپزی، که به‌طور قابل توجهی در مناطق آلمانی‌زبان اروپا متفاوت است) و اصطلاحات مختلفی که در قانون و حکومت استفاده می‌شود تا حدی تحت تأثیر گویشهای منطقه خود قرار گرفته‌اند؛ مثلاً فهرستی از اصطلاحات اتریشی برای برخی از مواد غذایی حتی در قانون اتحادیه اروپا نیز گنجانده شده‌است، اگرچه کاملاً ناقص است.
در سال ۲۰۲۰، ۱۳۲ میلیون گویشور آلمانی معیار در اروپا می‌زیستند.